# Carme Fenoll i Clarabuch
Carme Fenoll i Clarabuch (Palafolls, 30 de maig de 1977) és una bibliotecària catalana. Fou la cap del Servei de Biblioteques del Departament de Cultura de la Generalitat de Catalunya entre els anys 2012 i 2017. Des de 2021 és directora de l'Àrea de Cultura i Comunitat de la Universitat Politècnica de Catalunya.
Es va diplomar en Biblioteconomia i Documentació per la Universitat de Barcelona i llicenciar en Documentació per la Universitat Oberta de Catalunya. Posteriorment va iniciar la seva trajectòria professional d'una manera molt vinculada a les biblioteques públiques, en primer lloc a la biblioteca de Pineda de Mar i posteriorment a la del Poblenou barceloní. Més endavant, els anys 1999 i 2000 va esdevenir directora de la biblioteca de Banyoles i, entre els anys 2000 i 2012, de la biblioteca de Palafrugell.
Al llarg de la seva trajectòria com a bibliotecària ha engegat projectes com Arteca (préstec d'obres d'art), Bibsons, Bibliowikis, 10x10 (trobades d'editors amb els bibliotecaris) i Biblioteques amb DO. Entre les seves publicacions acadèmiques, hi destaquen aquelles relacionades amb la gestió i les activitats de biblioteques públiques i la revisió d'iniciatives culturals al territori catalanoparlant relacionades amb el sector bibliotecari.
En l'àmbit educatiu, Fenoll i Clarabuch va actuar com a presidenta de la Federació d'Associacions de Mares i Pares d'Alumnes de Catalunya a les comarques de Girona entre 2011 i 2014. Un any després, en la IX legislatura del Parlament de Catalunya també fou nomenada com a cap del Servei de Biblioteques del Departament de Cultura de la Generalitat de Catalunya entre els anys 2012 i 2017.
El febrer de 2017 la seva substitució en el càrrec al capdavant de les biblioteques públiques de Catalunya va adoptar ressò en el sector cultural per la seva polèmica, atès que la junta de mèrits va decidir atorgar la plaça a Josep Vives i Gràcia per només mig punt de diferència —que ja havia ocupat aquesta plaça anteriorment. Bona part del sector editorial, bibliotecari i de llibreters va expressar sorpresa i incomprensió pel seu relleu i finalment l'any 2018 el Jutjat Contenciós-Administratiu núm. 17 de Barcelona va resoldre que aquella decisió s'havia de repetir parcialment.
Mesos després, a les acaballes de 2017, Fenoll i Clarabuch es va incorporar al consell de direcció de la Universitat Politècnica de Catalunya com a cap del gabinet del rector, des d'on ha donat suport iniciatives com de renovació digital i cultural com UPC Arts. El 2021 va ser nomenada directora de l'Àrea de Cultura i Comunitat de la UPC. També és membre del patronat del Teatre Lliure.

## Premis i distincions
- Premi Ressenya 2016 - Atorgat per l'Associació de Periodistes Culturals de Catalunya, en reconeixement de «la bona predisposició que sempre ha mantingut vers la comunicació cultural i la dinamització del seu sector tenint en compte tots els seus agents, inclosos els periodistes»[19]
- Visitant notable - Atorgat pel Consell Deliberant del partido de General Pueyrredón (Argentina) per la seva tasca en un projecte de cooperació bibliotecària amb aquest país[20]